# Lounge (Bar)
Als Lounge bezeichnet man eine besondere Form eines Gastronomiebetriebes.
Insbesondere sind dies Bars mit einer einem aktuellen Trend entsprechenden Dekoration, sowie oftmals mit einer ruhigen, oft elektronischen Musikbeschallung (siehe dazu auch Lounge-Musik). Anders als in normalen Bars wird in Lounges auch auf Sitzkomfort Wert gelegt, so dass man dort meist auch Sofasessel findet. Meist werden in Lounges hauptsächlich alkoholische Getränke, insbesondere Cocktails, angeboten, manchmal gibt es jedoch auch einfache Speisen.
Lounges sind außer als autonome Gaststätten auch oft in Hotels zu finden.